# Varsó–Gdańsk-vasútvonal
A Varsó–Gdańsk-vasútvonal egy 323,333 km hosszúságú, normál nyomtávolságú, kétvágányú, 3 kV egyenárammal villamosított vasútvonal Lengyelországban Varsó és Gdańsk között.

## Modernizáció
2006 és 2014 között a vonalat teljesen korszerűsítették, és alkalmassá tették a személyszállító vonatok bizonyos szakaszokon 200 km/h sebességű (160 km/h az ETCS nélküli vonatok esetében) közlekedését és a 120 km/h sebességű közlekedést a 22,5 tonna vagy annál nagyobb tengelyterhelésű tehervonatok számára. A korszerűsítés előtt a vonalon a sebesség 80 és 120 km/h közötti volt. A korszerűsítés költségei mintegy 10 milliárd Lengyel złoty-t tettek ki, ami a vonal kilométerenként megközelítőleg 31 millió złoty költséget jelent.

## Képek

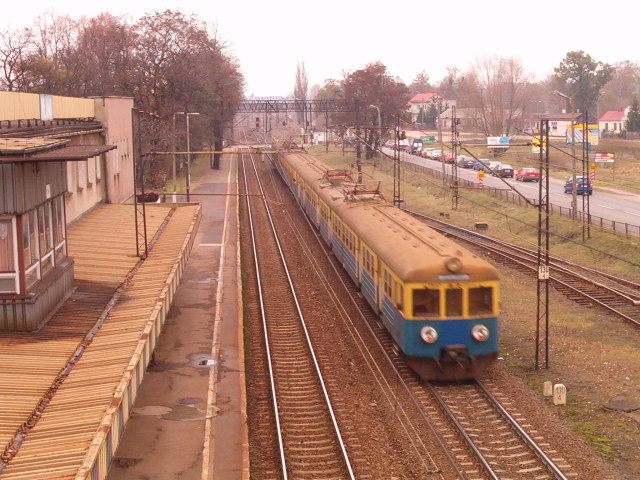
A vasútvonal 2003-ban
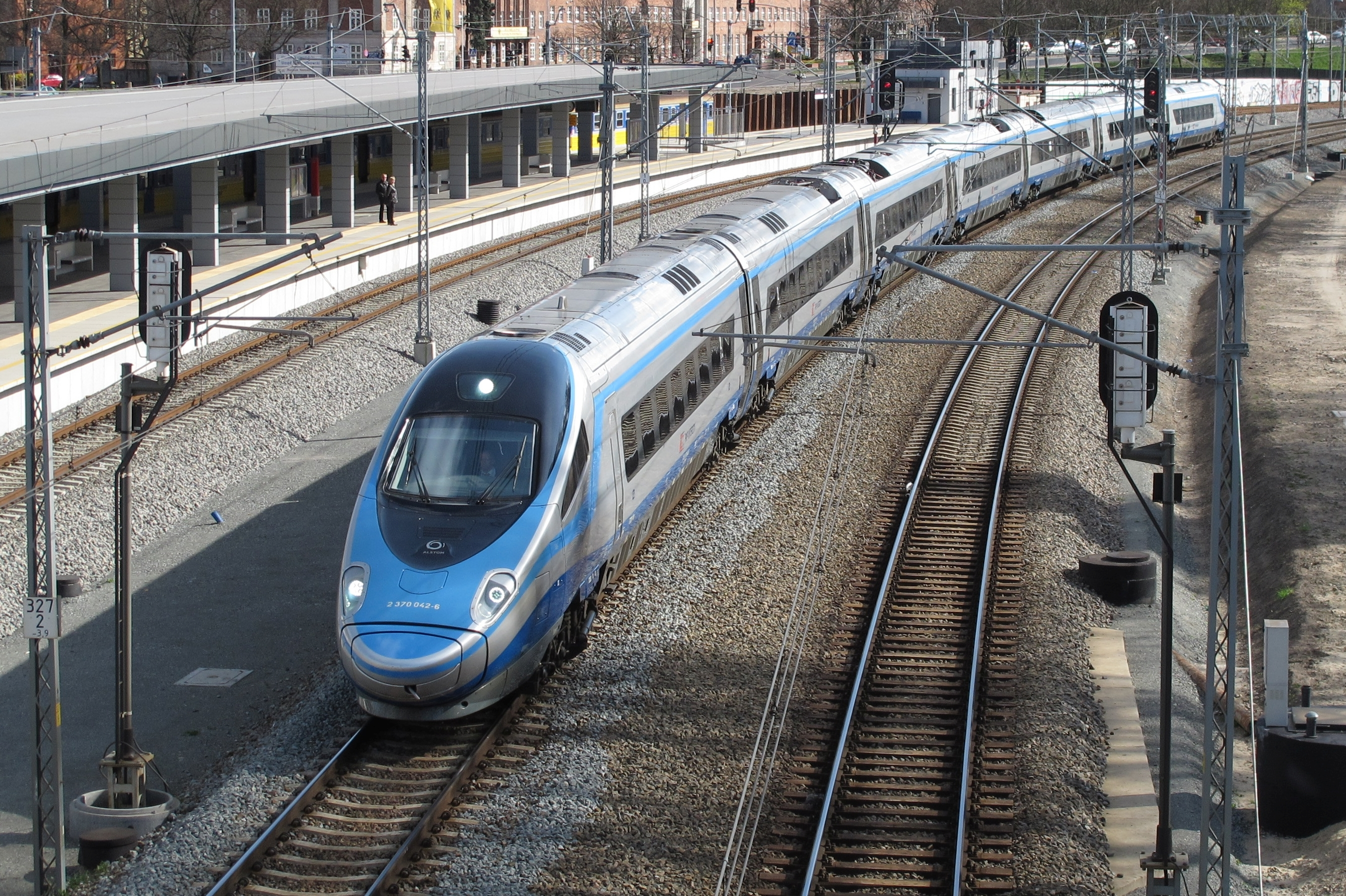
PKP ED250 sorozatú motorvonat a vonalon
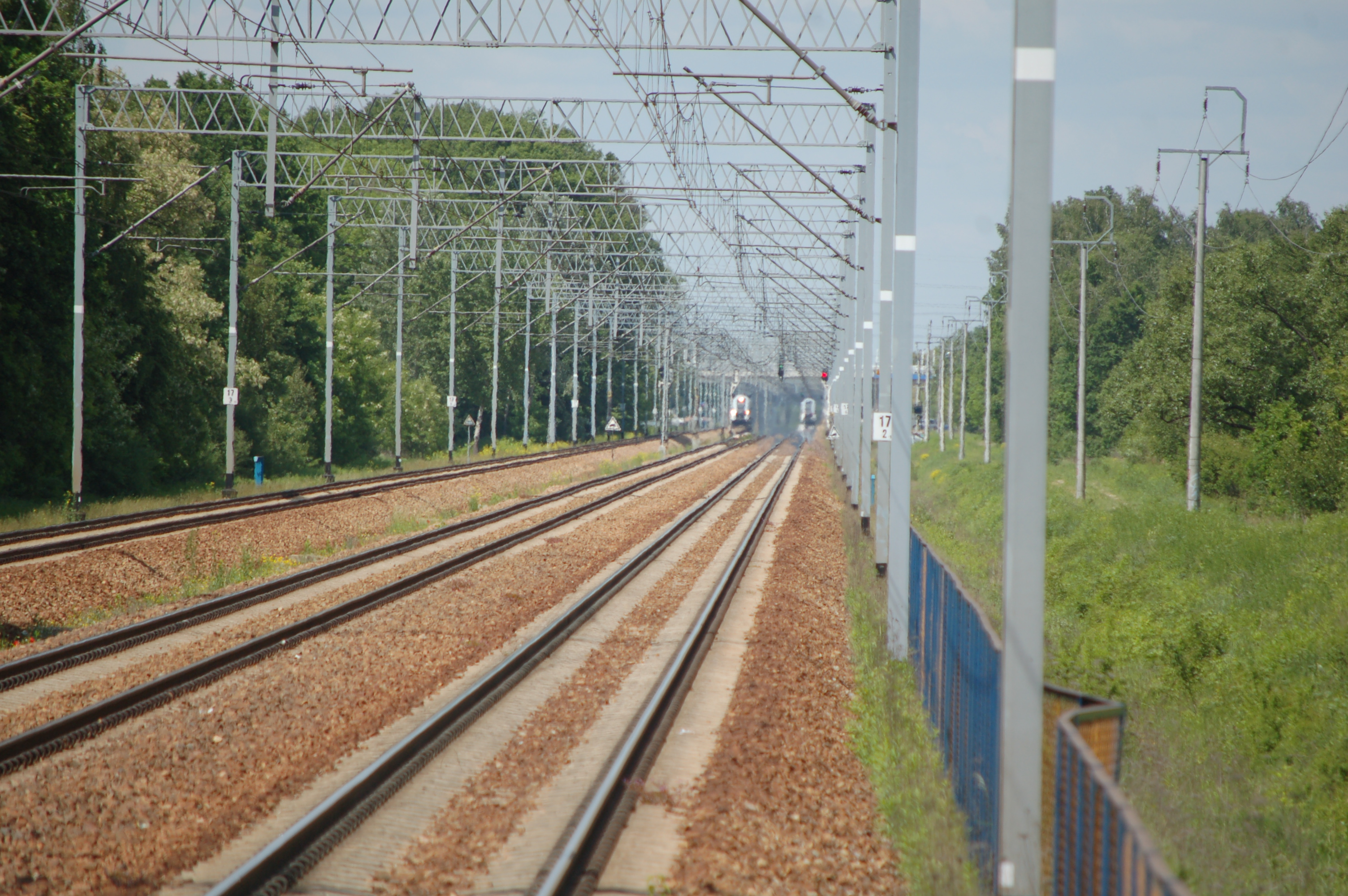
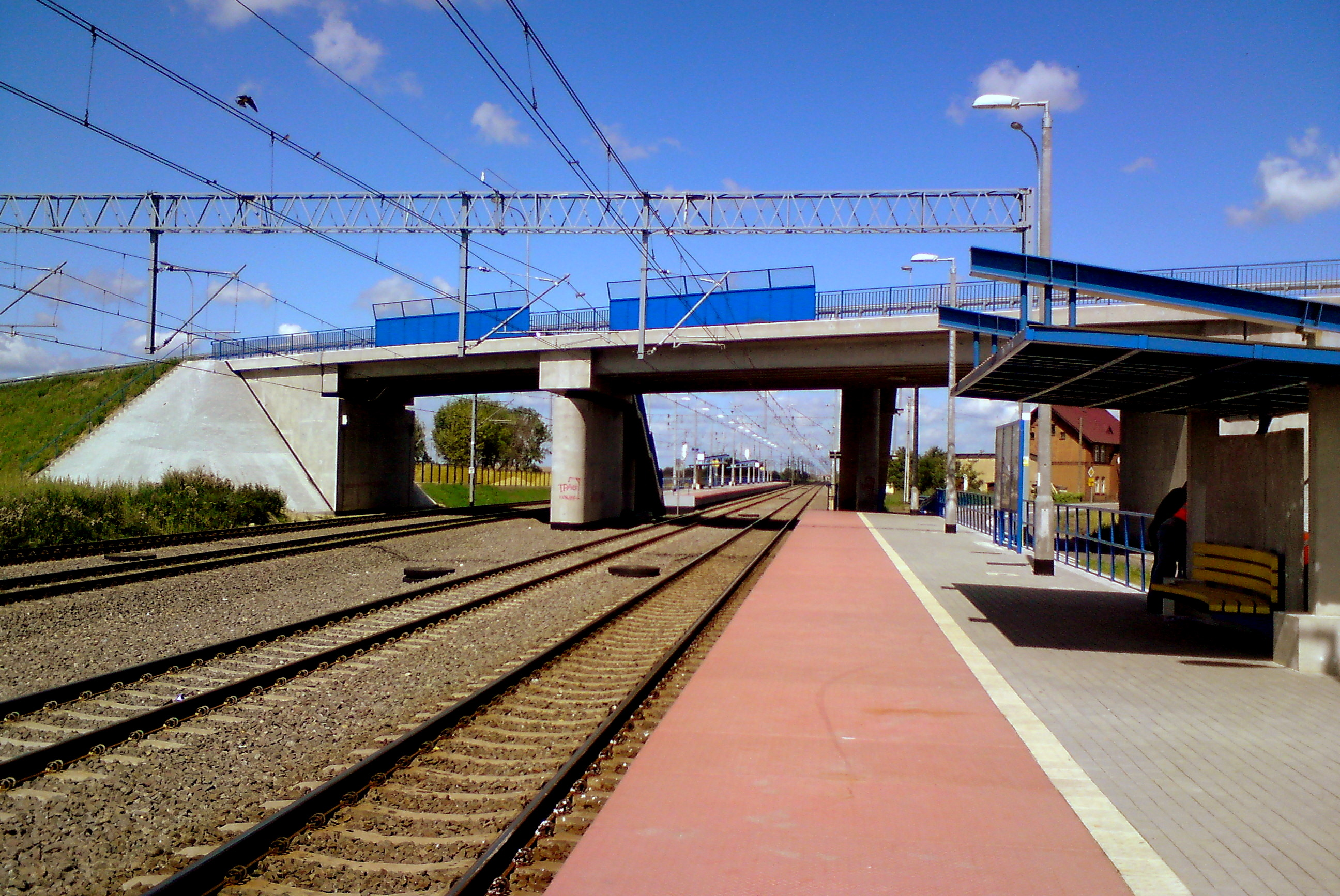
Mały Miłobądz állomás